# Тахунья
Тахунья (ісп. Río Tajuña) — річка в Іспанії.
Довжина — 254 км, площа басейну — 2608 км². Витоки річки розташовані на висоті 1244 м над рівнем моря близько Маранчона (провінція Гвадалахара, Кастилія — Ла-Манча), впадає Тахунья в річку Харама на висоті 498 м на території муніципалітету Тітульсіа (автономне співтовариство Мадрид).
На річці розташоване водосховище Тахера, утворене в 1993 році.